# Forcepia topsenti
Forcepia topsenti är en svampdjursart som beskrevs av William Lundbeck 1905. Forcepia topsenti ingår i släktet Forcepia och familjen Coelosphaeridae. Inga underarter finns listade i Catalogue of Life.